# 烏茲達
烏茲達（羅馬化：Uzda）是白俄羅斯的城鎮，由明斯克州負責管轄，位於首都明斯克西南72公里，毗鄰斯托爾布齊和捷爾任斯克，海拔高度172米，始建於1450年，2009年人口10,000。

## 外部連結
- （俄文） Uzda official website （页面存档备份，存于）

53°27′58″N 27°13′28″E / 53.46611°N 27.22444°E